# Juan de San Jerónimo
Juan de San Jerónimo fue un monje Jerónimo (OSH), bibliotecario, archivero, reliquiero e historiador del Monasterio de El Escorial. Nació en Chinchón, Madrid, en la primera mitad del siglo XVI y murió en San Lorenzo de El Escorial, el 3 de junio de 1591.
Ingresó en el monasterio de San Jerónimo de Guisando, de donde fue expresamente llamado a El Escorial para ser arquero, aunque desempeñó otros “cien oficios”, como se recuerda en su necrología: destaca su papel como secretario, archivero, reliquiero y capellán personal del Rey cuando este se encontraba en San Lorenzo. Además, poseía habilidades en técnicas artísticas, como la miniatura y la perspectiva, y utilizó sus talentos para decorar los aposentos privados del Monarca. En este contexto, creó lienzos inspirados en la flora y fauna, utilizando como modelo las plantas traídas por Francisco Hernández durante su viaje científico por América. Es relevante destacar que la colección de Hernández se perdió en el incendio de 1671. Además de sus habilidades artísticas, desempeñó un papel crucial como el primer bibliotecario del monasterio, compartiendo esta responsabilidad con Benito Arias Montano. Durante este tiempo, tuvo la oportunidad de aprender griego y hebreo de Arias Montano, lo que resalta su dedicación al conocimiento y su participación en actividades culturales e intelectuales.

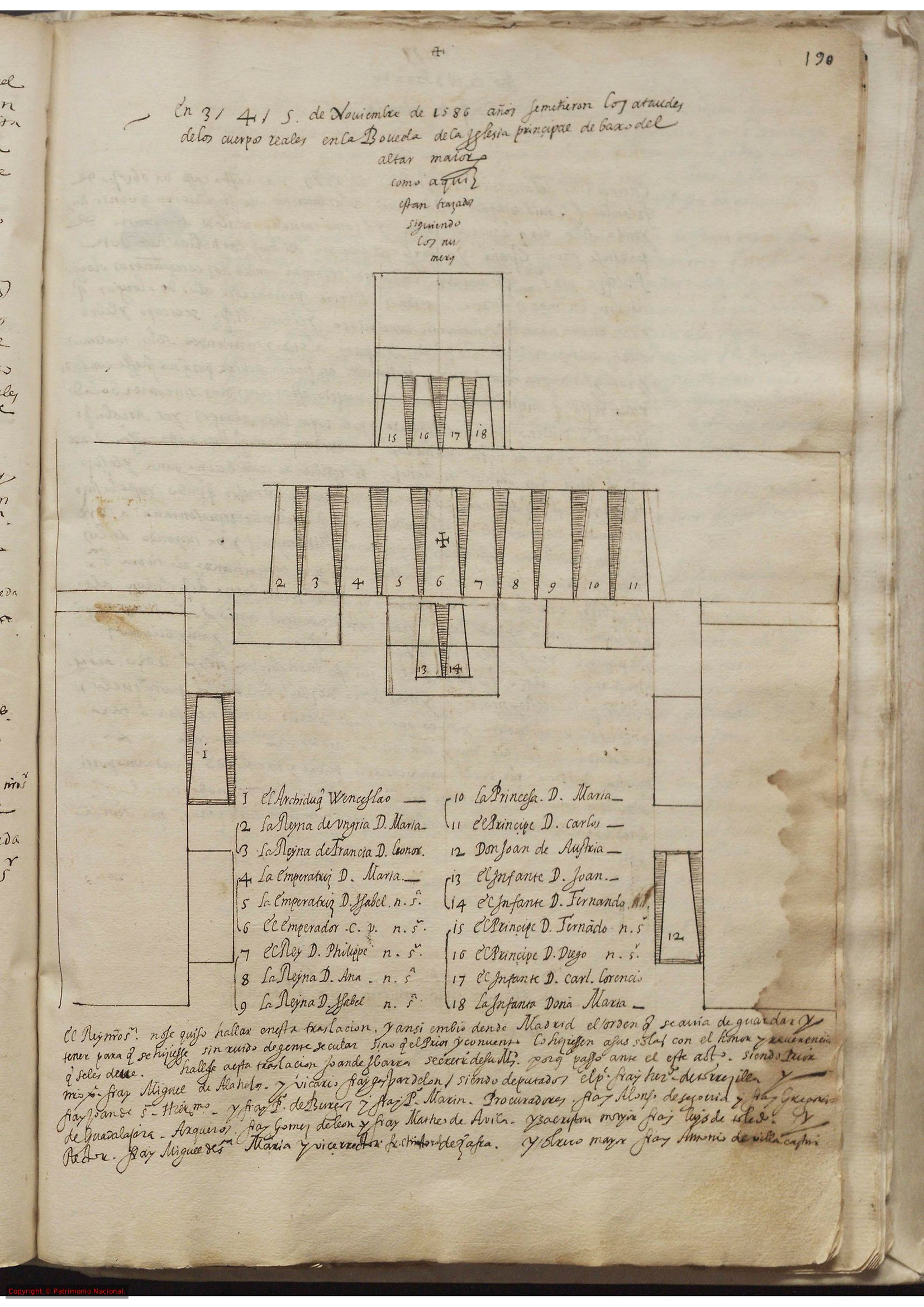
Manuscrito de las «Memorias» de Juan de San Jerónimo con la disposición original de las tumbas de Carlos V y Felipe II, antes de que Felipe IV las trasladara a la actual Cripta Real del Monasterio de El Escorial.

Fruto de sus intereses personales y su curiosidad redactó unas Memorias que escribió sin título. En sus páginas, el autor presenta noticias relacionadas con las obras del monasterio, la comunidad jerónima y la religión católica. Estos temas parecen haber sido sus principales motivaciones al recoger y registrar información, ya sea para su uso personal o para un reducido grupo de monjes. Aunque su obra no constituye una historia exhaustiva y sistemática de la construcción del Monasterio, posee un valor significativo al haber sido escrita por un testigo presencial de los eventos relacionados con El Escorial. El autor detallaba minuciosamente los acontecimientos, anotando el momento preciso en que ocurrían, lo que aporta un valor cronológico y contextual a su obra. Además, destaca por la transcripción de numerosos documentos, inicialmente impulsado por su interés personal y más tarde en su papel de archivero. Esta labor lo convierte en una fuente documental relevante, consultada por estudiosos posteriores, incluyendo a Sigüenza y otros historiadores jerónimos. Aunque la obra no incluya una reproducción literal de todos los documentos, el autor argumenta que evitó hacerlo debido a su extensión, indicando que los lectores podrían encontrarlos en otros lugares. En resumen, su obra se erige como un testimonio valioso, ofreciendo una perspectiva única sobre El Escorial y sirviendo como fuente esencial para aquellos que buscan comprender la historia y desarrollo del monasterio, desde sus aspectos arquitectónicos hasta los detalles de la vida comunitaria y religiosa.
Como secretario contribuyó con una introducción histórica de aproximadamente veinte folios que se ubicó al principio del Libro de Actos Capitulares, un registro que documenta los acuerdos de la comunidad laurentina desde marzo de 1567 hasta junio de 1590. La introducción proporciona contexto histórico, posiblemente relacionado con los eventos y decisiones consignadas en el libro, ofreciendo así una visión más completa y contextualizada de la vida y actividades de la comunidad durante ese período específico.

## Obras
- Memorias, Real Biblioteca de El Escorial, ms. K.I.7 (inéd.); L. Manrique (ed.).
- Libro de Actos Capitulares del Monasterio de San Lorenzo el Real (ms. M.ª 22 de febrero de 1931, vol. I), San Lorenzo de El Escorial, 2004.
- “Tres Cartas de Juan De San Jerónimo”, en G. de Andrés, “Inventario de Documentos del siglo xvi sobre El Escorial que se conservan en el Archivo del Instituto Valencia de Don Juan (Madrid)”, en La Ciudad de Dios, 194 (1981), págs. 543-544, n.os 32 y 33.